# Esther Lederberg
Esther Lederberg (nom de naixement: Esther Miriam Zimmer; Nova York, 18 de desembre de 1922 - Stanford, Califòrnia, 11 de novembre de 2006) va ser una microbiòloga estatunidenca i pionera en genètica bacteriana. Entre les seves aportacions a la biologia destaquen el descobriment dels virus lambda (un bacteriòfag) i del factor de fertilitat (plasmidi F), el desenvolupament de la tècnica del sembrat per rèplica i la transferència de gens entre bacteris per transducció especialitzada.
Esther Miriam Zimmer (Lederberg és el cognom del seu primer marit) va néixer al Bronx, a Nova York, el 18 de desembre de 1922 en una família de classe baixa, que va veure's molt afectada per la gran depressió econòmica. Va estudiar, amb una beca, al Hunter College, de Nova York, i la seva idea era graduar-se en francès o literatura, però la ciència va interessar-li més i va estudiar bioquímica. Després de graduar-se va treballar durant un temps a la Institució Carnegie de Ciència de Washington i després va marxar a la Universitat Stanford, a Califòrnia, on va compaginar estudis de genètica amb un treball d'ajudant de classe per poder mantenir-se i pagar-se els estudis. El desembre de 1946, després d'obtenir el màster en genètica, va casar-se amb Joshua Lederberg. El seu marit, tot i ser tres anys més jove, era ja professor a la Universitat de Wisconsin, a Madison, on ella també va traslladar-se. A Madison, va col·laborar amb ell mentre ella feia el doctorat, que va acabar el 1950, el mateix any que fa la descoberta del fag lambda, el qual esmenta breument el 1951, però no en publica una descripció detallada, amb el seu marit, fins al 1953.
La tècnica de sembrat per rèplica va ser una solució senzilla i innovadora per obtenir cultius bacterians idèntics. Va ser idea d'Esther Lederberg, però va publicar-la en un article conjunt amb el seu marit, essent-ne ell el primer autor.
El 1958, Joshua Lederberg va rebre la meitat del premi Nobel de fisiologia o medicina "per les seves descobertes relacionades amb la recombinació genètica i l'organització del material genètic en els bacteris". Bona part d'aquell treball l'havia fet amb la seva esposa, però només a ell se li va reconèixer el mèrit. Aquell mateix any els Lederberg van traslladar-se a la Universitat Stanford, on ell va començar a dirigir el Departament de Genètica. Esther va incorporar-se al Departament de Microbiologia on, malgrat el seu excel·lent currículum, només va aconseguir un lloc de treball molt per sota de la seva capacitat professional i sense plaça fixa.
El 1966, la parella va divorciar-se. Esther va romandre a la Universitat Stanford, i hi va fundar el Centre de Referència de Plasmidis, que va dirigir fins al 1985, un any després de la seva jubilació oficial. Tenia una gran afició per la música antiga i, amb altres persones, va fundar una orquestra d'aficionats en què ella tocava la flauta dolça. El 1988 va conèixer Mattew Simon, amb qui compartia la passió per la música, i el 1993 es van casar.
Esther Lederberg va morir a Stanford l'11 de novembre de 2006 a causa d'una pneumònia. El diari britànic The Guardian li va dedicar una necrològica amb una entradeta que deia «Va fer treball pioner en genètica, però va ser el seu marit qui va guanyar un premi Nobel».
Luigi Luca Cavalli-Sforza, que va col·laborar amb els Lederberg a Madison (1954 i 1958) i a Stanford (1960 i 1962), ha deixat clar el mèrit d'Esther Lederberg i diu d'ella que va tenir el privilegi de treballar amb un marit molt famós, però que això va ser també un inconvenient, perquè no se li va reconèixer tot el treball que va fer.